# 公空
| ウィキペディアには「公空」という見出しの百科事典記事はありません（タイトルに「公空」を含むページの一覧/「公空」で始まるページの一覧）。 代わりにウィクショナリーのページ「公空」が役に立つかもしれません。 |